# ジナイーダ・セレブリャコワ
ジナイーダ・セレブリャコワ（Зинаи́да Евге́ньевна Серебряко́ва、Zinaida Serebriakova 1884年11月30日 - 1967年9月19日）は、ロシア帝国の女流画家。彫刻家ランセレの娘で、叔父は画家であるアレクサンドル・ベノワという芸術家の家系に生まれた。兄に画家となったエフゲニー・ランセレ(1875-1946)がいる。モスクワとパリで絵を学び、1905年にはいとこと結婚して4人の子供に恵まれた。精力的に絵画制作を行うが、十月革命が勃発した後は貧困に苦しみ、1924年にパリに移住する。日本やトルコ、インドの美術にも興味を示していた。晩年は祖国でも個展が開催された。

## 略歴
女子高校を卒業した後、1900年から美術を学び、イリヤ・レーピンやオシップ・ブラス（Ossip Braz）に学んだ。1902年からイタリアを旅し、1905年から1906年の間はパリに滞在しグランド・ショミエール芸術学校で学んだ。パリに鉄道技師となるために留学していた、いとこのボリス・セレブリャコフと親しくなり1910年に結婚した。
1910年に、叔父が主導する「芸術世界」同人の展覧会に出展されたジナイーダの作品は話題となり、画廊に買い上げられた。
夫との間に4人の子供が生まれたが、ロシア革命が起きたことと、1919年に夫は病没したことで、厳しい生活を強いられ1924年に年の若い2人の子供とパリに移った。第二次世界大戦中にフランスの市民権を取得した。
兄のエフゲニーはソビエトに戻って、画家として活躍していた。1960年になって、ソビエトで再びセレブリャコワの作品の展覧会が開かれたが、その時点では体力的にソビエトを訪れることはできなかった。

## 作品
- 「ピエロの姿をした自画像」(1911)
- 「朝食」(1914)
- (1908)
- Olga Konstantinowna Lansere (1910)
- 「バーニャ」(1913)